# Куп'янськ у російсько-українській війні
Куп'янськ, місто Харківської області із населенням у 28 тисяч мешканців (на 2017 рік), потрапило у зону бойових дій під час російсько-української війни. Після початку повномасштабного вторгнення, місто було окуповане росіянами. Українські війська відбили місто в ході Слобожанського контрнаступу восени 2022 року. Восени 2024 року Росія розвинула повторний наступ, цивільне населення Куп'янська було евакуйоване, в районі міста залишилося близько 4 000 цивільних.

## Перебіг подій

### Захоплення міста і окупація
27 лютого 2022 року Куп'янськ був захоплений ЗСРФ. Хоча три дні тому українська армія знищила залізничний міст, щоб уповільнити просування росіян, мер Куп'янська Геннадій Мацегора, член партії ОПЗЖ, здав місто російській армії в обмін на припинення бойових дій. Росіяни погрожували взяти місто силою. У результаті наступного дня український уряд висунув Мацегорі звинувачення у державній зраді. 28 лютого Мацегора був затриманий українською владою. 15 квітня стало відомо, що Мацегора втік до Росії.
Куп'янськ став де-факто центром підтримуваної Росією Харківської військово-цивільної адміністрації.
1 березня 2022 року місцеві жителі вийшли на мирні протести проти російської окупації, під час яких підняли державний прапор України біля будівлі міської ради. Російські військові стріляли у повітря та кидали димові шашки. Згодом окупанти викрали організатора мітингу — депутата міської ради та ветерана війни на Донбасі Миколу Маслія, провели обшуки у кількох місцевих активістів та змусили видалити публікації із соцмереж, які висловлювали протест проти захоплення влади у місті. 8 березня 2022 року на мітинг вийшло значно менше людей — до 30, переважно жінки. Вони тримали в руках плакати з написами «Українські матері проти війни» та «Куп'янськ — це Україна».

### Звільнення міста
У вересні 2022 року українські війська відбили місто в ході Слобожанського контрнаступу.
25 вересня 2022 року на автодорозі Курилівка-Піщане неподалік Куп'янська, Харківська область російські військові вбили 26 осіб. На той час ділянка дороги перебувала у «сірій зоні», українські військові змогли дістатись місця злочину 1 жовтня 2022 року.

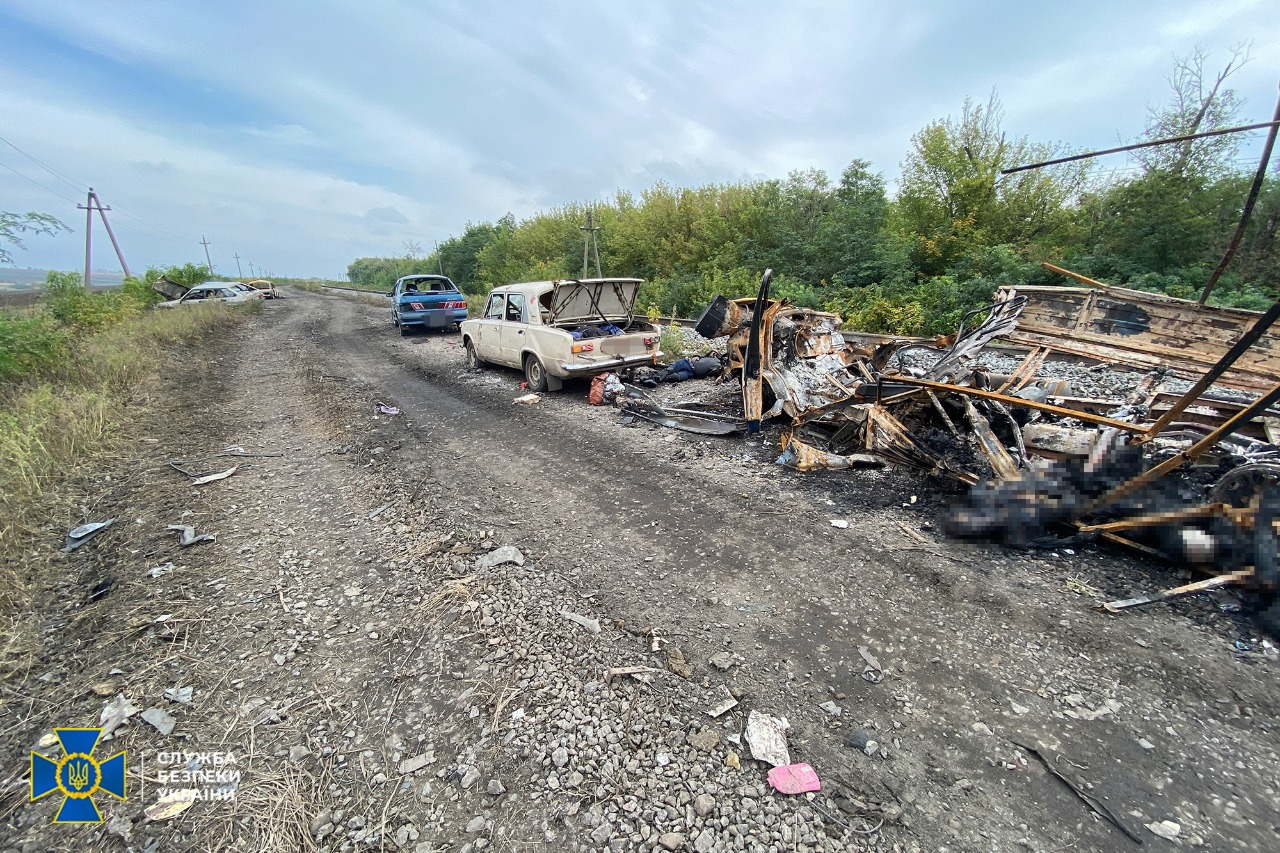
Розстріляна цивільна автоколона. 1 жовтня 2022.
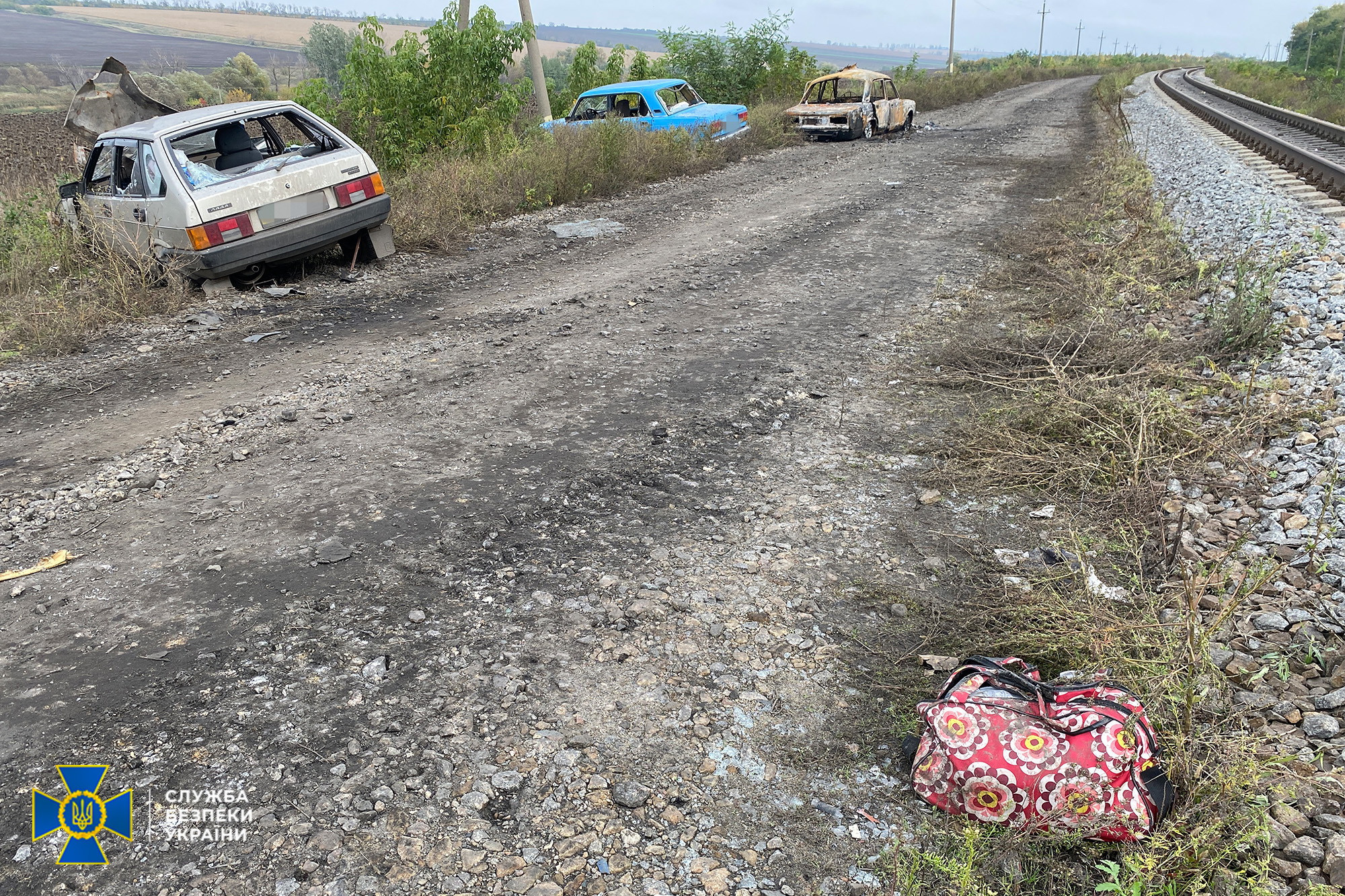
Розстріляна цивільна автоколона. 1 жовтня 2022.

Після відступу з міста російські війська його неодноразово обстрілювали.
3 жовтня 2022 року постраждала центральна міська лікарня.

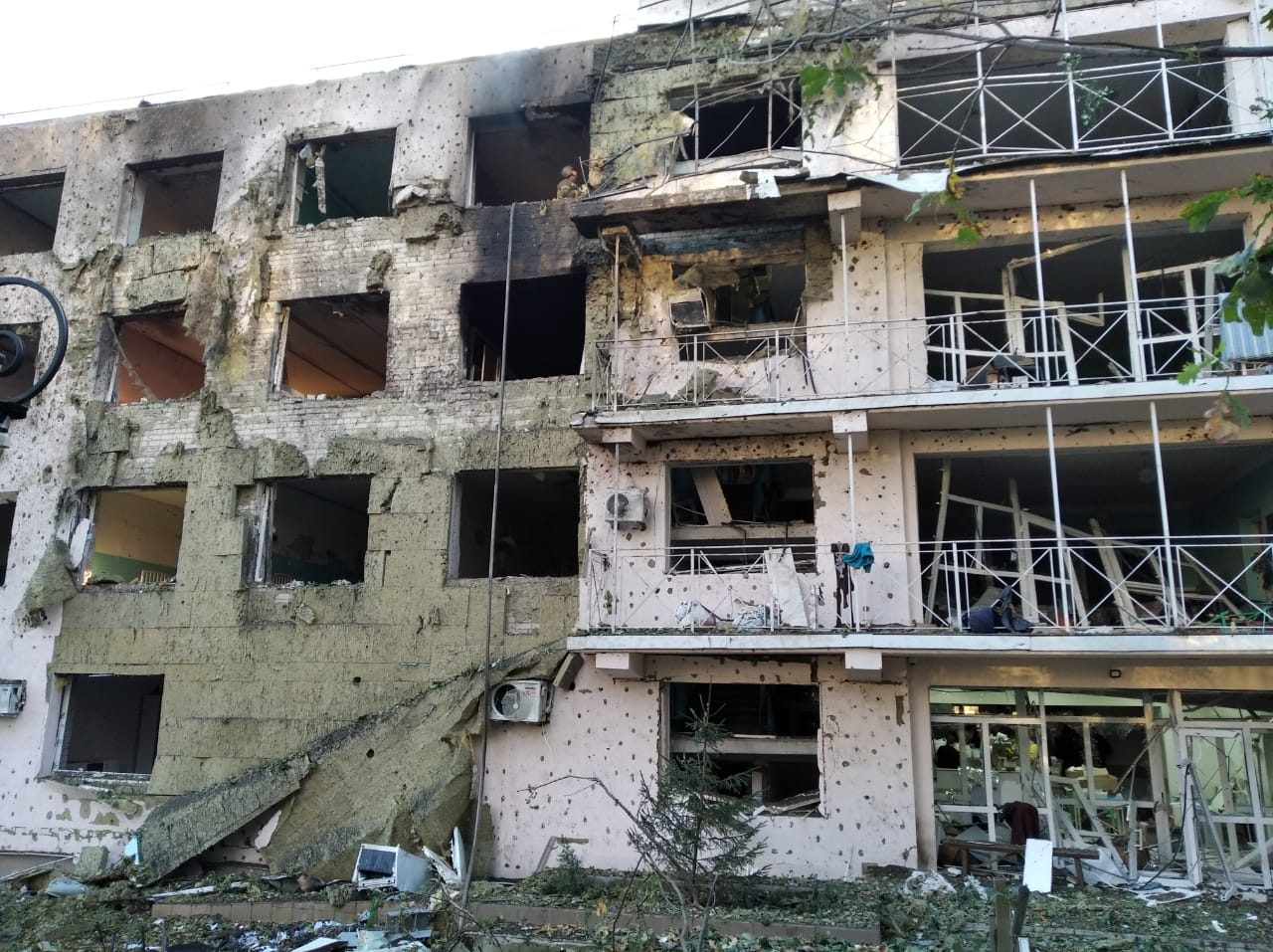
Центральна міська лікарня. 3 жовтня 2022.
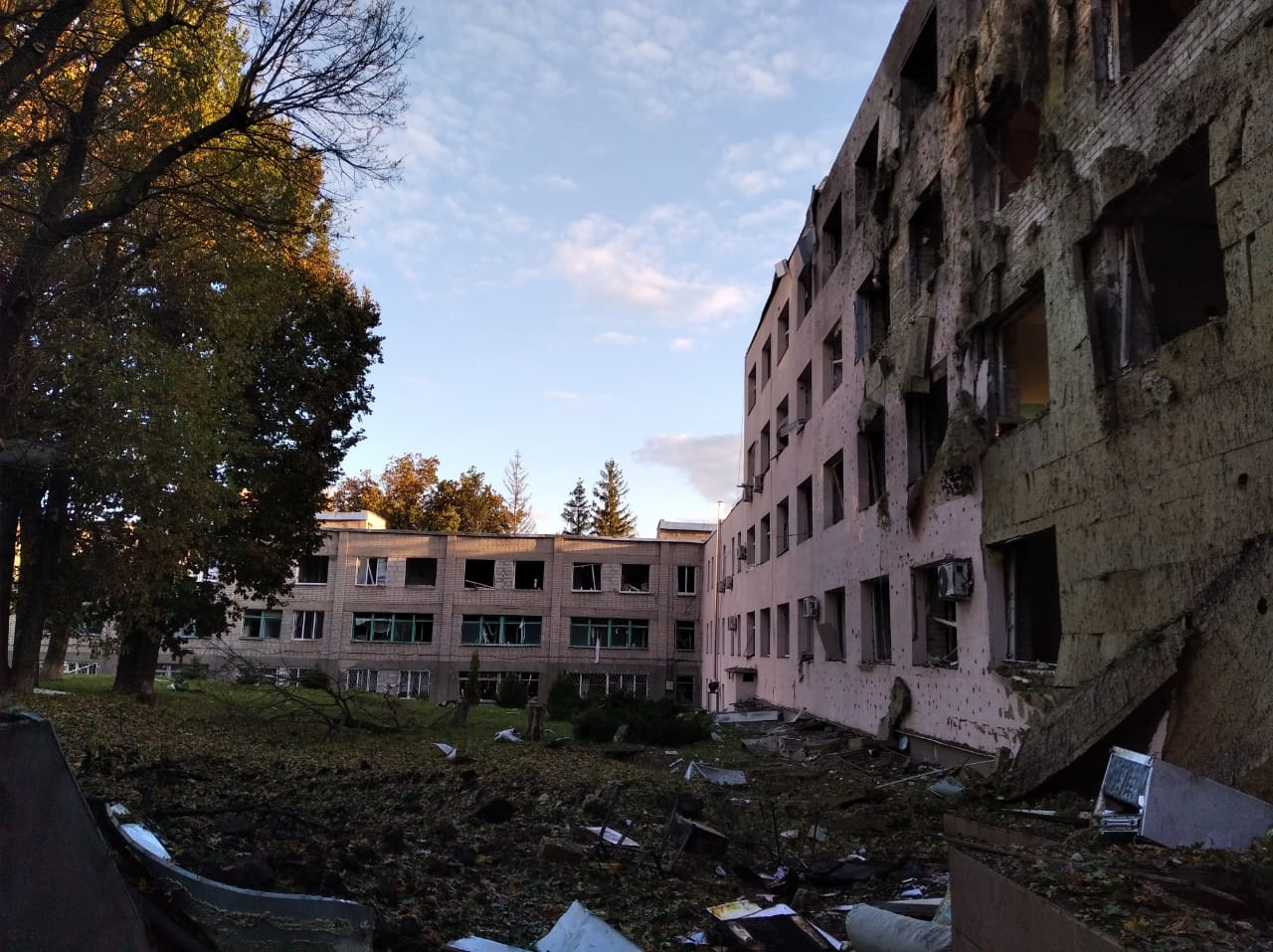
Лікарня після російського обстрілу. 3 жовтня 2022.

29 листопада 2022 року були обстріляні багатоповерхівки та ліцей.
4 грудня 2022 року була обстріляна залізнична станція Куп'янськ-Вузловий, а наступного дня станція техобслуговування.
Вранці 5 березня 2023 року обстрілом було пошкоджено залізничний вокзал Куп'янська.

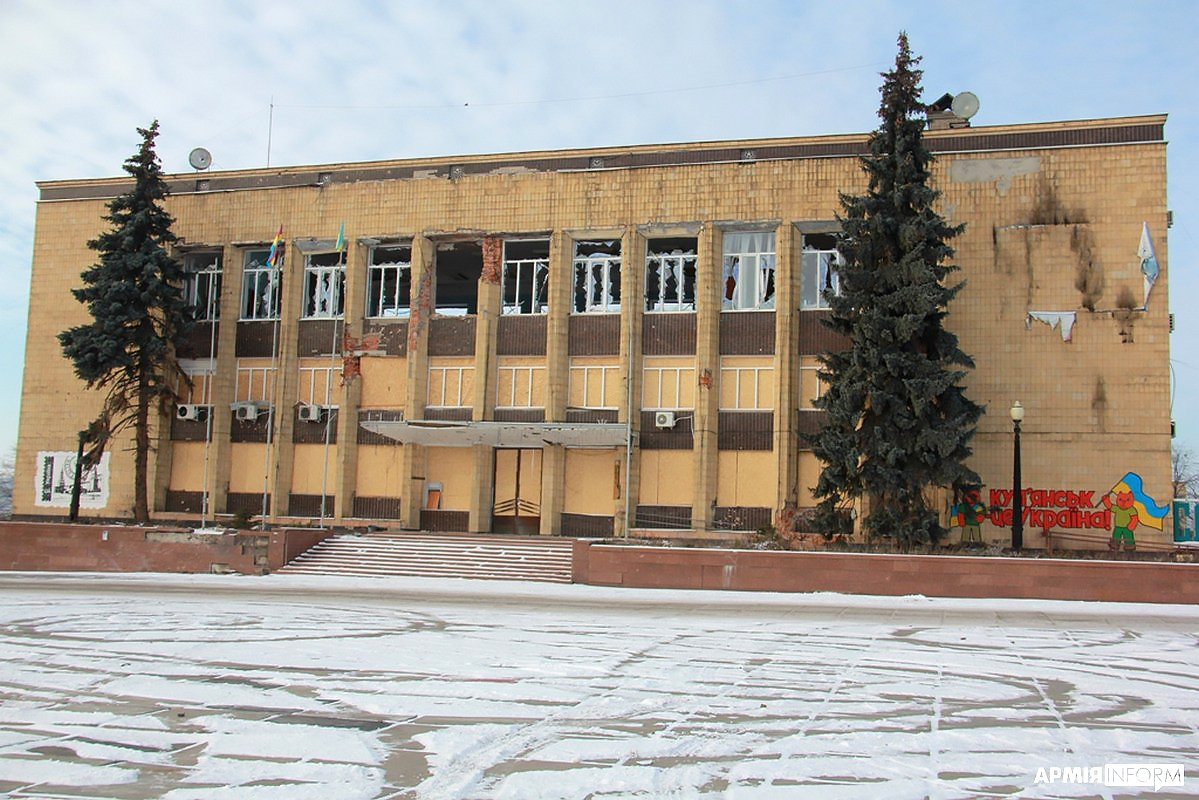
Міська рада після російських обстрілів. Лютий 2023.
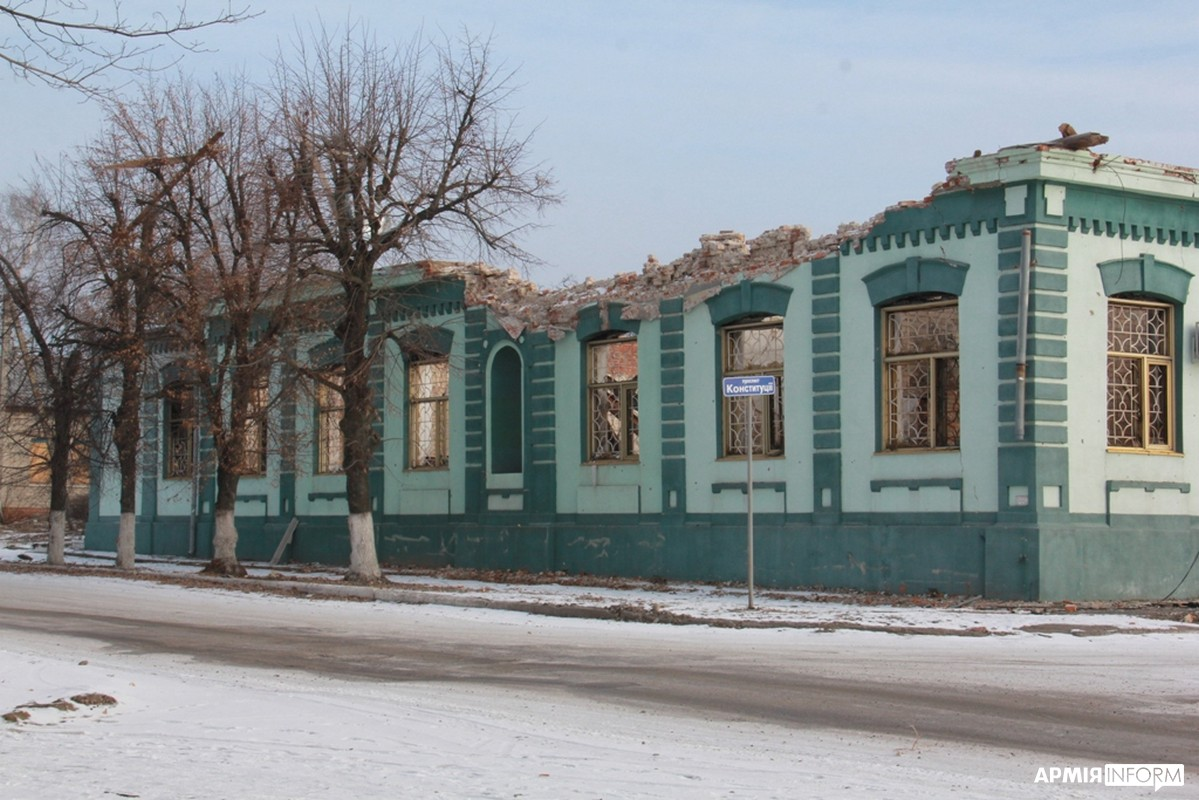
Куп'янське управління Державної казначейської служби України у Харківській області після російського обстрілу. Лютий 2023.

Вранці 25 квітня 2023 року ракетами зенітного комплексу С-300 був завданий удар по будівлі краєзнавчого музею, внаслідок якого загинули двоє людей і поранено не менше 10.

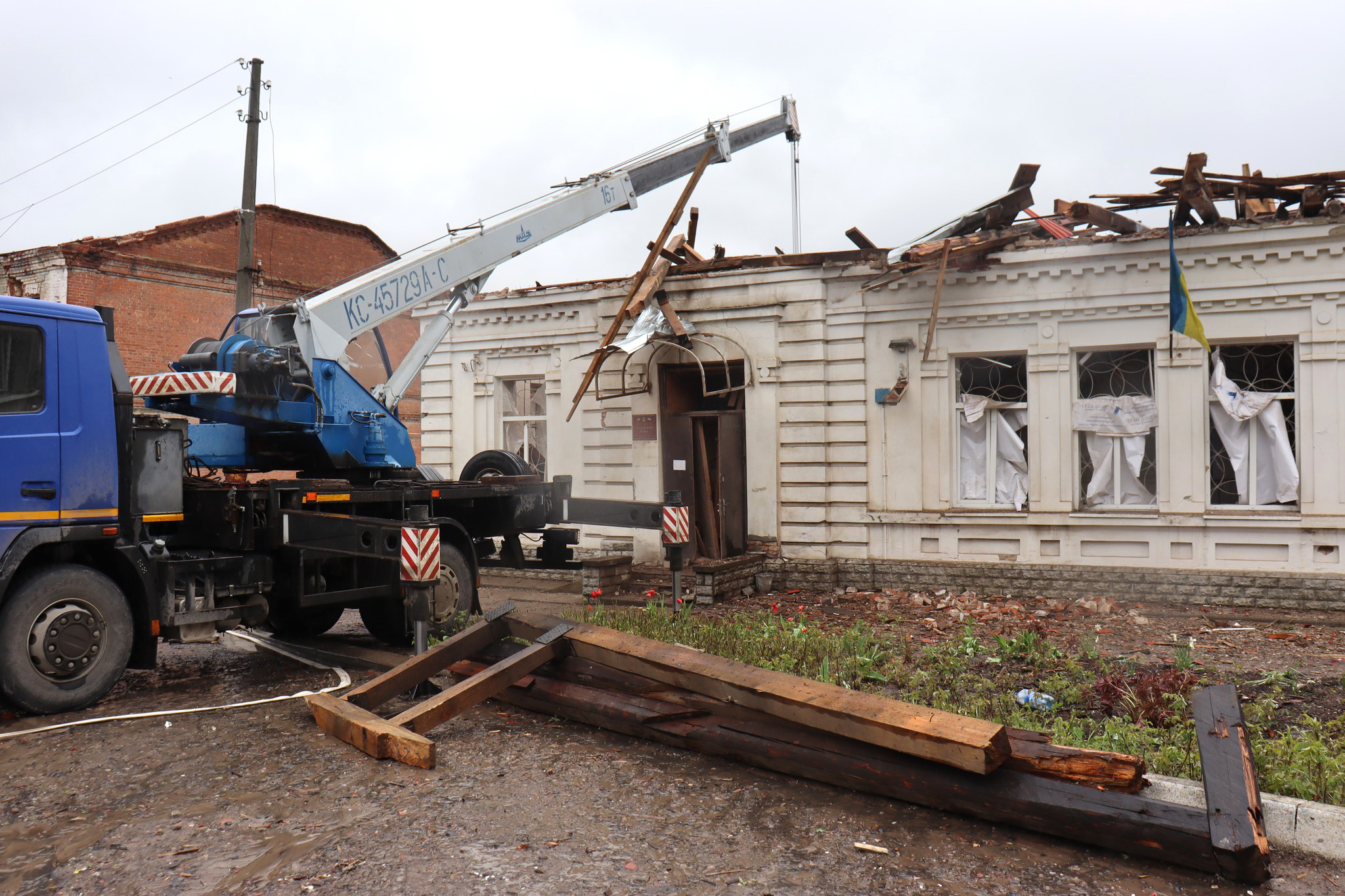
Куп'янський краєзнавчий музей після обстрілу. 25 квітня 2023.

### Евакуація 2024 року
15 жовтня 2024 року цивільне населення Куп'янська та прилеглих районів було евакуйоване за наказом українських урядовців За оцінками Куп'янської військово-цивільної адміністрації, в районі Куп'янська залишилося 4 000 цивільних осіб (порівняно з довоєнним населенням у 27 000 осіб).